# 関和美
関 和美（せき かずみ）は、日本の女性声優。以前は九プロダクションに所属していた。

## 出演
太字はメインキャラクター。

### アニメ
2005年
- キッズアドベンチャー

### ゲーム
1998年
- With You 〜みつめていたい〜（那由田みかん、後藤田刑事）

1999年
- トゥインクルレビュー（音羽早苗）
- ハートに火をつけて（木之原茜）

2000年
- パンドラMAXシリーズVOL.4 Catch! 〜気持ちセンセーション〜（本間あゆり、雪白やよい）
- Bluelight Magic（保奈美）
- いただきじゃんがりあん（西部由紀乃）
- GoGo I land（音羽早苗）
- Aries（山岡あきら）
- 闇鍋Aries〜明日への挑戦状〜（山岡あきら）
- 同窓会メモリアルパッケージ（狩野真琴）

2001年
- V.G.Re-birth（桜木ひより）
- 月陽炎（有馬葉桐）
- 水夏（小沼桐子）
- サフィズムの舷窓（天京院鼎）
- univ〜恋・はじまるよっ〜（佐伯玲奈）
- 同窓会again（狩野真琴）
- 同窓会refrain（狩野真琴）
- Infantaria（レマ＝スタニスワフ）

2002年
- Milky Season（綾瀬美樹、綾瀬美緒）
- ゆきんこ☆ばぁにんぐ（魔乃刹那）
- 月陽炎 -千秋恋歌-（有馬葉桐）
- univ〜愛・おまたせっ〜（佐伯玲奈）

2003年
- Moon Light Renewal 〜おもいでのはじまり〜（岡崎汐音）
- Infantaria XP（レマ＝スタニスワフ）

2004年
- Aries PureDream（山岡あきら）
- Aries LoveDream（山岡あきら）
- Xchange3（佐藤麻美）

2005年
- いただきじゃんがりあんR（西部由紀乃）

2007年
- CircusLand I 〜ドキ! ヒロインいっぱい初音島★コスプレミスコン祭り♪よりどりみどりで♪好きな子選んで着せ替え育成デートだょ 兄さん♪〜（山岡あきら）
- 水夏A.S+ Eternal Name（小沼桐子）

### ドラマCD
2002年
- Infantaria 〜インファンタリア〜（レマ＝スタニスワフ）
- 月陽炎（有馬葉桐）

### 吹き替え
- キッズプラネットアドベンチャー
- 妖精ノーム
- トップコップス

### CM
- 日産自動車
- F＆C
- 横浜プリンスホテル